# Киген, Бенджамин
Бенджамин Киген (англ. Benjamin Kigen; род. 5 июля 1993) — кенийский легкоатлет, чемпион Африканских игр в 2019 году, бронзовый призёр Сан-Жоаким да Барра, Сан-Паулу, Бразилия в беге на 3000 метров с препятствиями.

## Биография и спортивная карьера
Родился 5 июля 1993 года в Кении.
Бенджамин Киген из округа Баринго (Кения), тренируется с Амосом Кируи под руководством тренера Исаака Роно.
В 2017 году в Бельгии на Мемориале Ван Дамма он занял шестое место. В том же году в Монако он пришел к финишу четвертым. На соревновании в городе Острава, (Чешская Республика) пришел уже первым к финишу.
Он выиграл бег с препятствиями на 3000 м на Prefontaine Classic 2018 года, победив действующего чемпиона мира соотечественника Консеслуса Кипруто и серебряного призера Олимпийских игр Эвана Ягера, показав на последнем круге 57,89 секунды.
Киген выиграл золотую медаль на Африканских играх 2019 года.
Его личный рекорд — 8: 05.12, установленный в Монако в 2019 году.

## Олимпиада 2020 в Токио
Бенджамин получил право представлять Кению на летних Олимпийских играх 2020 года, где он выиграл бронзовую медаль в беге с препятствиями на 3000 метров. Финишировал со временем 8:11,45. В этом финале он уступил марроканцу Суфиан Эль-Баккали и эфиопу Ламеха Гирма.